# イースター (アルバム)
『イースター』(Easter) は、アメリカ合衆国のシンガーソングライター、パティ・スミスが1978年に「パティ・スミス・グループ」名義で発表したスタジオ・アルバム。スミスのアルバムとしては通算3作目に当たる。

## 背景
スミスは1977年1月、ボブ・シーガーのオープニングアクトとして出演したタンパ公演でステージから転落し、頚椎などの骨折に加えて頭を22針縫うほどの重傷を負った。そして、スミスは敢えて厳しい理学療法を受け、復活祭の日曜日までに回復することを心に誓って、その頃に「イースター」と題された詩を書いた。
本作のレコーディングは1977年11月に開始され、ブルース・スプリングスティーンのアルバムでレコーディング・エンジニアを務めたジミー・アイオヴィーンがプロデューサーに起用された。そして、その縁からアイオヴィーンはスミスに、スプリングスティーンの未発表曲を取り上げることを進言し、スミスは当初乗り気でなかったが、最終的には「ビコーズ・ザ・ナイト」を取り上げた。なお、スミス自身は当初、「ロックン・ロール・ニガー」をタイトル曲および第1弾シングルにしようと考えていた。
スミスの腋毛が露出したジャケット写真はリン・ゴールドスミスが撮影したが、レーベル側は腋毛を修正するよう要求したという。
リマスターCDボーナス・トラックの「ゴッドスピード」は、シングル「ビコーズ・ザ・ナイト」のB面曲で、当時のシングルでは「God Speed」と表記されていた。

## 反響
スミスは本作でセールス的に大きな成功を収めた。母国アメリカのBillboard 200では20位に達して自身初の全米トップ40アルバムとなり、シングル「ビコーズ・ザ・ナイト」はBillboard Hot 100で13位を記録した。イギリスではスミス初の全英アルバムチャート入りを果たし、14週トップ100入りして最高16位を記録し、全英シングルチャートでは「ビコーズ・ザ・ナイト」が5位、「プリヴィレッジ」が72位に達した。
ノルウェーのアルバム・チャートでは10週連続でトップ20入りし、最高10位を記録した。ニュージーランドのアルバム・チャートでは初登場20位となり、6週連続でトップ40入りした。

## 評価
William Ruhlmannはオールミュージックにおいて5点満点中4.5点を付け、「当時としてはスミスの作品の中でも特に売れ線のサウンド」としつつも、最終的には「スミスが芸術性と商業主義の間で最良の折り合いをつけた作品」と評している。
『ヴィレッジ・ヴォイス』誌の企画「Pazz & Jop」における1978年の最優秀アルバムでは14位となった。『ペースト』誌の2018年の企画「1978年のベスト・アルバム」では22位。また、『NME』誌が2013年に選出した「The 500 Greatest Albums of All Time」では435位にランク・イン。

## 収録曲
Side 1
1. ティル・ヴィクトリー "Till Victory" (Patti Smith, Lenny Kaye) – 2:50
2. スペース・モンキー "Space Monkey" (P. Smith, Ivan Král, Tom Verlaine) – 4:06
3. ビコーズ・ザ・ナイト "Because the Night" (P. Smith, Bruce Springsteen) – 3:25
4. ゴースト・ダンス "Ghost Dance" (P. Smith, L. Kaye) – 4:44
5. ベイブローグ "Babelogue" (P, Smith) – 1:30
6. ロックン・ロール・ニガー "Rock N Roll Nigger" (P. Smith, L. Kaye) – 3:25

Side 2
1. プリヴィレッジ "Privilege (Set Me Free)" (Mike Leander, Paul Jones, Psalm 23) – 3:29
2. ウィ・スリー "We Three" (P. Smith) – 4:18
3. 25階 "25th Floor" (P. Smith, I. Král) – 4:03
4. ハイ・オン・リベリオン "High on Rebellion" (P. Smith) – 2:37
5. イースター "Easter" (P. Smith, Jay Dee Daugherty) – 6:15

### 1996年リマスターCDボーナス・トラック
1. ゴッドスピード "Godspeed" (P. Smith, I. Král) – 6:09

## 参加ミュージシャン
- パティ・スミス - ボーカル、ギター
- レニー・ケイ - ギター、ベース、ボーカル
- アイヴァン・クラール - ベース、ギター、ボーカル
- ブルース・ブロディ - キーボード、シンセサイザー
- ジェイ・ディ・ドゥーティー - ドラムス、パーカッション

アディショナル・ミュージシャン
- ジョン・ポール・フェッタ - ベース (A1, B1)
- アラン・レイニア、リチャード・ソール - キーボード (A2)
- アンディ・オストロウ - パーカッション (A4)
- トム・ヴァーレイン - アレンジ (B8)
- ジム・マクスウェル - バグパイプ (B5)